# Adesmia polygaloides
Adesmia polygaloides là một loài thực vật có hoa trong họ Đậu. Loài này được (Chodat) Burkart miêu tả khoa học đầu tiên.